# Jochen Schröder (Jurist)
Jochen Schröder (* 28. November 1933 in Breslau; † 25. Oktober 1987) war ein deutscher Rechtswissenschaftler.

## Leben
Nach der Promotion am 9. Dezember 1958 in Köln und Habilitation an der Universität Köln 1967 bei Gerhard Kegel wurde er Professor für internationales Privatrecht und Rechtsvergleichung in Bonn.

## Schriften (Auswahl)
- Fallsammlung IPR. Internationales Privatrecht der Wirtschaftsbeziehungen. Heidelberg 1981, ISBN 3-8114-6480-9.
- Fallsammlung IPR. Internationales Familien- und Erbrecht. Heidelberg 1984, ISBN 3-8114-5583-4.
- Internationales Vertragsrecht. Das Kollisionsrecht der internationalen Wirtschaftsverträge. Köln 1984, ISBN 3-8145-0139-X.
- Internationale Zuständigkeit. Entwurf eines Systems von Zuständigkeitsinteressen im zwischenstaatlichen Privatverfahrensrecht aufgrund rechtshistorischer, rechtsvergleichender und rechtspolitischer Betrachtungen. Opladen 1988, ISBN 3-531-05095-8.